# Frank Elmore Ross
Pour les articles homonymes, voir Ross.
Frank Elmore Ross (2 avril 1874 – 21 septembre 1960) est un astronome et un physicien américain. 

## Biographie
Né à San Francisco, il meurt à Altadena en Californie. En 1901, il obtint son doctorat à l'université de Californie. En 1905 il devint directeur de la station de l'International Latitude Observatory à Gaithersburg. En 1915 il devint physicien chez Eastman Kodak à Rochester. Il accepta un poste à l'observatoire Yerkes en 1924 et y travailla jusqu'à sa retraite en 1939.
Son premier travail important fut le calcul de la première orbite fiable de la lune de Saturne, Phœbé en 1905, et il calcula également les orbites des satellites de Jupiter, Himalia et Élara. Chez Eastman Kodak, il étudia les émulsions photographiques et la conception de lentilles à grand angle pour un usage astronomique. 
A l'observatoire Yerkes il fut le successeur de feu E. E. Barnard, héritant de la collection de plaques photographiques de Barnard. Ross décida de répéter les mêmes séries de clichés et de comparer les résultats avec un comparateur à clignotement. En faisant cela, il découvrit plus de 400 étoiles variables et plus de 1000 étoiles ayant un mouvement propre élevé. Certaines des étoiles à mouvement propre élevé se révélèrent très proches, et beaucoup de ces étoiles (telles que Ross 154) sont toujours désignées d'après le n° de catalogue qu'il leur avait donné dans le catalogue Ross.
Lors de l'opposition de Mars en 1926, il photographia la planète en plusieurs couleurs à l'aide du télescope de 60 pouces du Mont Wilson. L'année suivante, il obtint des images en ultraviolet de Vénus, qui révélèrent pour la première fois des structures dans sa couverture nuageuse.
Reprenant les travaux de Sampson, il dévoile en 1935 une formule optique de correcteur pour les grands miroirs paraboliques, cela afin d'améliorer leurs champs en annulant la coma qui devient vite rédhibitoire en dehors de l'axe. Elle est composée de deux lentilles faite dans le même verre et de puissance identique mais opposée. Ce genre de correcteur est très utilisé aujourd'hui par les amateurs à cause de sa simplicité et de son faible prix. La société Baader diffuse un correcteur de cette sorte. 
Le cratère Ross sur Mars porte son nom, tandis que le cratère Ross sur la  Lune est nommé en son nom et en celui de James Clark Ross.

### Notices nécrologiques
- (en) Obs 81 (1961) 76 (une phrase)
- (en) PASP 73 (1961) 182–184
- (en) QJRAS 2 (1961) 276–278